# Jovica Stanojević
Jovica Stanojević (srp.: Јовица Станојевић; Beograd, 7. ožujka 1952. – Beograd, 18. svibnja 1984.), srbijanski gimnastičar i majstor borilačkih vještina. Nositelj je 3. Dana u aikidu. Jedan je od prvih aikido majstora u SFR Jugoslaviji.

## Životopis
Jovica Stanojević rodio se 7. ožujka 1952. godine u Beogradu. Osnovnu školu Petar II. Petrović Njegoš završio je 1967. godine. S 11 godina se počeo baviti gimnastikom (1963) da bi 1968. godine osvojio prvo mjesto na prvenstvu Beograda za juniore u vježbama na spravama. Sljedeće, 1969. godine postaje prvak Srbije.
Ubrzo poslije gimnastike počinje da vježba aikido u sali Osnovne škole Siniša Nikolajević na Crvenom križu kod učitelja Dragana Miloševića. Rujna 1970. prelaze na stadion JNA i osnivaju Aikido sekciju pri Judo klubu Partizan. Gimnaziju završava 1971. godine i upisuje matematiku na Prirodno-matematičkom fakultetu Sveučilišta u Beogradu. Ubrzo napušta taj fakultet i upisuje Fakultet za fizički odgoj na istom sveučilištu. Aikido mu postaje preokupacija a najvažniji u njegovom razvoju nastaje poslije sudjelovanja na Međunarodnom seminaru u Dessenzano pokraj Verone u Italiji 1973. godine koji je vodio Hiroshi Tada. Ubrzo nakon tog seminara on postaje učitelj Aikido sekcije Judo kluba Partizan, u svojoj 21. godini. To je bio prvi aikido klub u SFR Jugoslaviji, koji je blizu dva desetljeća radio i razvijao ideju aikida, u prostorijama Društva za tjelesno vaspitanje i rekreaciju Partizan u Beogradu. Iz tog su kluba najstarije aikidoke osnivale svoje klubove, koji su nastavili surađivati s matičnim klubom stvarajući prvu aikido organizaciju na prostoru SFR Jugoslavije, Aikido društvo Beograd.
Stanojević se usavršavao na brojnim seminarima u inozemstvu (Rim, Firenze, Milano, Lausanne, Paris, Zürich) i tako izrastao u jednog od najvažnijih europskih majstora aikida. Na seminarima se trudio što više zapamtiti, a po povratku je to s deshijima (učenicima) uvježbavao. SFR Jugoslavija je bila četvrta država u Europi u kojoj se započeo razvijati aikido, i to poslije Njemačke, Italije i Ujedinjenog Kraljevstva. U Jugoslaviji su se, zahvaljujući najviše njemu, održavala dva puta godišnje seminari s japanskim majstorima tako da se aikido brzo razvijao i postajao sve popularniji. Kolovoza 1974. godine Stanojević postaje jedan od prvih majstora aikida u Jugoslaviji; 2. Dan. je položio kolovoza 1977., a za 3. Dan kolovoza 1980. godine, oba puta Firenzi kod Hiroshi Tade.
U siječnju 1981. diplomirao je na Fakultetu za fizički odgoj, s temom: Primjena aikida u obrani od napada nožem. Radio je kao profesor fizičkog odgoja u Osnovnoj školi Kosta Abrašević u Resniku i Ekonomskoj školi u Rakovici, a jedno vrijeme je proveo i u Dječjem dramskom studiju Školigrica. Godine 1983. se zaposlio kao polukvalifikovani limar u OOUR-e Pano grijanje RO Janko Lisjak, odakle je, poslije nekoliko mjeseci, premješten na rad u kartoteku.
Jovica Stanojević je preminuo 18. svibnja 1984. godine, u 33. godini života. Od 1993. godine njegovo ime nosi klub u Beogradu.

## Djela
- Aikido: Put ljubavi (uvod u aikido) (Beograd, 1985.)

## Vanjske povezice
- Aikido klub Jovica Stanovijević (srp.)